# Лоуренс (округ, Індіана)
Шаблон:StateAbbr_ 38°50′ пн. ш. 86°29′ зх. д. / 38.84° пн. ш. 86.49° зх. д.
Округ Лоуренс (англ. Lawrence County) — округ (графство) у штаті Індіана, США. Ідентифікатор округу 18093.

## Історія
Округ утворений 1818 року.

## Демографія
За даними перепису
2000 року
загальне населення округу становило 45922 осіб, зокрема міського населення було 20067, а сільського — 25855.
Серед мешканців округу чоловіків було 22381, а жінок — 23541. В окрузі було 18535 домогосподарств, 13139 родин, які мешкали в 20560 будинках.
Середній розмір родини становив 2,91.
Віковий розподіл населення поданий у таблиці:
| Стать    | До 15 років | 15-21 | 22-29 | 30-39 | 40-49 | 50-65 | 65-85 | Понад 85 |
| -------- | ----------- | ----- | ----- | ----- | ----- | ----- | ----- | -------- |
| Чоловіки | 4839        | 1985  | 2214  | 3272  | 3428  | 3931  | 2492  | 220      |
| Жінки    | 4470        | 1970  | 2157  | 3266  | 3548  | 4054  | 3502  | 574      |

## Суміжні округи
- Монро — північ
- Джексон — схід
- Вашингтон — південний схід
- Орандж — південь
- Мартін — захід
- Ґрін — північний захід

## Виноски
1. ↑  U.S. Decennial Census. United States Census Bureau. Архів оригіналу за 12 травня 2015. Процитовано 10 липня 2014.
2. ↑  Historical Census Browser. University of Virginia Library. Архів оригіналу за 11 серпня 2012. Процитовано 10 липня 2014.
3. ↑  Population of Counties by Decennial Census: 1900 to 1990. United States Census Bureau. Архів оригіналу за 4 жовтня 2014. Процитовано 10 липня 2014.
4. ↑  Census 2000 PHC-T-4. Ranking Tables for Counties: 1990 and 2000 (PDF). United States Census Bureau. Архів оригіналу (PDF) за 18 грудня 2014. Процитовано 10 липня 2014.
5. ↑  Lawrence County QuickFacts. Бюро перепису населення США. Архів оригіналу за 7 червня 2011. Процитовано 25 вересня 2011.(англ.) Наведено за англійською вікіпедією.
6. ↑  American FactFinder. Бюро перепису населення США. Архів оригіналу за 26 лютого 2012. Процитовано 31 січня 2008.

| США | Це незавершена стаття з географії США. Ви можете допомогти проєкту, виправивши або дописавши її. |